# Конесвил (Охајо)
Конесвил (енгл. Conesville) град је у америчкој савезној држави Охајо.

## Демографија
По попису из 2010. године број становника је 347, што је 17 (-4,7%) становника мање него 2000. године.
| Група             | 2000.       | 2010.        |
| Белци             | 360 (98,9%) | 347 (100,0%) |
| Афроамериканци    | 0 (0,0%)    | 0 (0,0%)     |
| Азијати           | 0 (0,0%)    | 0 (0,0%)     |
| Хиспаноамериканци | 3 (0,8%)    | 0 (0,0%)     |
| Укупно            | 364         | 347          |